# Vườn thực vật Göteborg

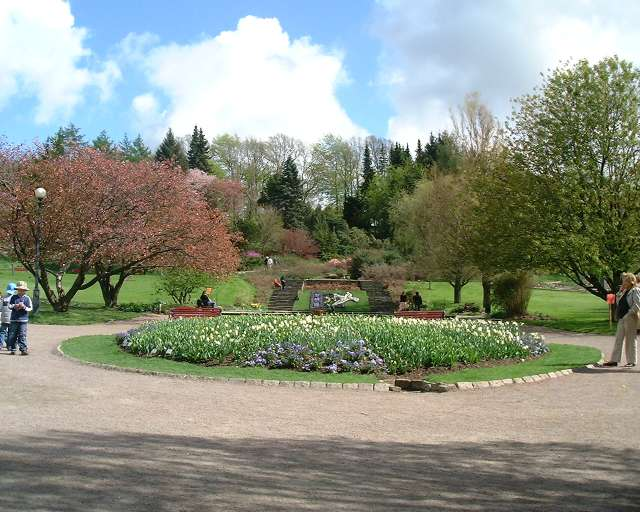
Cổng vào vườn thực vật Göteborg

Vườn thực vật Göteborg nằm ở Göteborg, Thụy Điển, là một trong những vườn thực vật hàng đầu châu Âu.

## Lịch sử
Vườn thực vật Göteborg được lên kế hoạch xây dựng bởi hội đồng thành phố, được xây dựng dựa vào các khoản tiền đóng góp và khánh thành vào năm 1923, nhân sự kiện kỷ niệm Göteborg 300 năm.
Một trong số những nhà thực vật học xuất chúng đã tham gia xây dựng vườn là Carl Skottsberg, người đã thực hiện một vài chuyến đi nghiên cứu vòng quanh thế giới để thu thập các những loài cây hiếm cho vườn.

## Mô tả
Vườn có tổng diện tích là 175 hecta, phần lớn trong số đó cấu thành một khu bảo tồn tự nhiên, Änggården, cùng với một vườn ươm. Các khu vườn chiếm diện tích khoảng 40 hecta và có 16.000 loài khác nhau. Vườn Đá được xếp hạng 3 sao trong Guide Michelin. Các khu vực đáng chú ý khác là Thung lũng Đỗ Quyên, Đầm lầy Nhật Bản và khu nhà kính với 4,000 loài khác nhau, trong đó có hơn 1500 loài lan và nhiều loài thực vật khác ở khắp các nơi trên thế giới.
Vườn thực vật Göteborg được vinh danh là Vườn thực vật đẹp nhất Thụy Điển vào năm 2003.